# Hundertdreiundfünfzig
Hundertdreiundfünfzig, arabisch 153, ist eine natürliche Zahl. Wegen ihrer außergewöhnlichen mathematischen Eigenschaften und der Erwähnung im Johannesevangelium hat sie eine besondere Beachtung gefunden.

## Mathematische Zusammenhänge
153 ist eine Dreieckszahl zur Basis 17, das heißt, sie entspricht der Summe der Zahlen von 1 bis 17.
153 ist darüber hinaus die Summe der Fakultäten von 1 bis 5: 1! + 2! + 3! + 4! + 5!
Die Zahl 153 ist die kleinste Armstrong-Zahl, da für sie gilt, dass die Summe der Kuben ihrer einzelnen Ziffern wieder 153 ergibt:
{\displaystyle 1^{3}+5^{3}+3^{3}=1+125+27=153}
Auch wenn man die Kuben der einzelnen Ziffern einer beliebigen durch 3 teilbaren Zahl addiert und mit der entstandenen Zahl wieder so verfährt, landet man nach einer endlichen Anzahl von Schritten stets bei 153.
153 ist die Summe aus 144, dem 12. Funktionswert der Fibonacci-Folge (= einzige Fibonacci-Zahl größer als 1, deren Elementnummer quadriert den Funktionswert ergibt) und der Quersumme von 144.

## Religiöse Bedeutung
153 ist die Anzahl der Kapitel der ersten vier Bücher der christlichen Bibel (Genesis, Exodus, Levitikus und Numeri), die mit den ersten vier Büchern des jüdischen Tanach identisch sind.
Im Johannesevangelium (Joh 21,11 ) kommt die Zahl in einer Szene vor, in der die Jünger dem auferstandenen Christus am See Gennesaret begegnen. Die zunächst erfolglos fischenden Jünger machen auf Geheiß Jesu einen reichen Fang:

„Da ging Simon Petrus und zog das Netz an Land. Es war mit hundertdreiundfünfzig großen Fischen gefüllt, und obwohl es so viele waren, zerriss das Netz nicht.“

Die Angabe dieser exakten Zahl hat Spekulationen über deren Bedeutung angeregt. Im Neuen Testament und der christlichen Tradition gilt das Fischen als Symbol für die Gewinnung von Glaubenden durch Jesus selbst oder seine Jünger (Lk 5,4–11 ). Dies spielt auch hier eine Rolle. Der Kirchenvater Hieronymus erwähnt in einer Auslegung zu Ez 47  unter Berufung auf Joh 21,11, dass griechische Zoologen die Zahl aller Fischarten mit 153 angäben. Die Quelle dieser zoologischen Angabe ist historisch nicht nachweisbar, die Behauptung des Hieronymus zeigt jedoch, dass zumindest in der christlichen Tradition des 4. Jahrhunderts die Zahl 153 als Symbol für die Fülle der gesamten Menschheit gesehen wurde.
Auf Grund der Eigenschaft von 153 als Dreieckszahl zur Basis 17 sind verschiedene weitere Spekulationen über die Bedeutung entstanden. Nach kabbalistischer Zahlenmystik entspricht die 17 dem Zahlenwert des hebräischen Wortes טוב („gut“). Die Dreieckszahl steht dann für die Erfüllung dieses Begriffes, womit die 153 für die endgültige Erfüllung der guten Sendung Jesu stünde. Von Exegeten wird auch darauf hingewiesen, dass bei Ez 47,9–10  ein reicher Fischfang zwischen den Orten En Gedi und En Eglajim stattfindet. Der Zahlenwert des Namens „Gedi“ ist 17, der des Namens „Eglajim“ 153. Mit der Zahl 153 habe der Evangelist dann auf diesen prophetischen Zusammenhang bei Ezechiel hinweisen wollen, der bereits ein heilvolles Geschehen verheißt, das in Jesu eine Erfüllung findet.
Eine der wichtigsten Textsammlungen im Bahaitum, die Verborgenen Worte, enthalten insgesamt 153 Aphorismen.

## Sonstige Bedeutungen
Nach der Numerologie des Pythagoras ist die Summe aller Arten in der Natur 153.
Euagrios Pontikos erklärt 153 folgendermaßen: 100 ist das Quadrat, 28 das Dreieck und 25 der Kreis. Die Zahl steht also für die Harmonisierung der Gegensätze.
In der Chemie ist 153 die Ordnungszahl für das hypothetische chemische Element Unpenttrium. In der Biochemie haben beim Menschen unter anderem das Muskelprotein Myoglobin und das Zytokin Interleukin-1β jeweils eine Länge von 153 Aminosäuren.